# Povijest Tajvana
Povijest Tajvana seže desecima tisuća godina unazad do najranijeg poznatog zapisa o ljudskom stanovanju. Smatra se da je iznenadna pojava poljoprivredne kulture oko 3000. pr. Kr. odražavala dolazak predaka današnjih tajvanskih domorodaca. Otok su kolonizirali Nizozemci u 17. stoljeću, nakon čega je uslijedio priljev Han Kineza, uključujući Hakka imigrante iz regija Fujian i Guangdong u kontinentalnoj Kini, preko Tajvanskog tjesnaca. Španjolci su nakratko izgradili naselje na sjeveru, ali su ih 1642. otjerali Nizozemci.
Godine 1662. Koxinga, lojalist dinastije Ming koji je izgubio kontrolu nad kopnenom Kinom 1644., porazio je Nizozemce i uspostavio bazu za operacije na otoku. Njegove snage porazila je dinastija Qing 1683., a dijelovi Tajvana sve više su se integrirali u carstvo Qing. Nakon Prvog kinesko-japanskog rata 1895., dinastija Qing ustupila je otok, zajedno s Penghuom, Japanskom Carstvu. Tajvan je proizvodio rižu i šećer koji su se izvozili u Japansko Carstvo, a poslužio je i kao baza za japansku invaziju na jugoistočnu Aziju i Pacifik tijekom Drugog svjetskog rata. Japansko carsko obrazovanje provedeno je u Tajvanu, a mnogi su se Tajvanci tijekom rata borili za Japan.
Godine 1945., nakon završetka Drugog svjetskog rata, nacionalistička vlada Republike Kine, predvođena Kuomintangom, preuzela je kontrolu nad Tajvanom. Godine 1949., nakon gubitka kontrole nad kopnom u Kineskom građanskom ratu, vlada Republike Kine pod Kuomintangom povukla se na Tajvan, a Čang Kaj-šek proglasio je vojnu vlast. Kuomintang je vladao Tajvanom (zajedno s otocima Kinmen, Wuqiu i Matsu preko Tajvanskog tjesnaca) kao jednostranačkom državom četrdeset godina, sve do demokratskih reformi 1980-ih, koje su dovele do prvih izravnih predsjedničkih izbora 1996. 
Tijekom poslijeratnog razdoblja, Tajvan je doživio brzu industrijalizaciju i gospodarski rast poznat kao "tajvansko čudo", te je bio poznat kao jedan od "četiri azijska tigra".